# Estrée-Blanche

Estrée-Blanche este o comună în departamentul Pas-de-Calais, Franța. În 1 ianuarie 2022 avea o populație de 906 de locuitori.